# Condado de Sandusky
El condado de Sandusky (en inglés: Sandusky County), fundado en 1820, es uno de 92 condados del estado estadounidense de Ohio. En el año 2000, el condado tenía una población de 61,792 habitantes y una densidad poblacional de 58 personas por km². La sede del condado es Fremont. El condado recibe su nombre por la palabra iroquesa que significa «agua fría».

## Geografía
Según la Oficina del Censo, el condado tiene un área total de 1,082 km², de la cual 1,060 km² es tierra y 22 km² (2.06%) es agua.

### Condados adyacentes
- Condado de Ottawa (norte)
- Condado de Erie (este)
- Condado de Huron (sureste)
- Condado de Seneca (sur)
- Condado de Wood (oeste)

## Demografía
Según la Oficina del Censo en 2000, los ingresos medios por hogar en el condado eran de $40,584, y los ingresos medios por familia eran $47,675. Los hombres tenían unos ingresos medios de $35,501 frente a los $23,964 para las mujeres. La renta per cápita para el condado era de $19,239. Alrededor del 7.50% de la población estaban por debajo del umbral de pobreza.

## Transporte

### Principales autopistas
| - Interestatal 80 - Interestatal 90 - U.S. Route 6 - U.S. Route 20 - U.S. Route 23 |

### Carreteras estatales
| - Ruta Estatal de Ohio 12 - Ruta Estatal de Ohio 18 - Ruta Estatal de Ohio 19 - Ruta Estatal de Ohio 51 - Ruta Estatal de Ohio 53 | - Ruta Estatal de Ohio 101 - Ruta Estatal de Ohio 105 - Ruta Estatal de Ohio 300 - Ruta Estatal de Ohio 412 - Ruta Estatal de Ohio 510 | - Ruta Estatal de Ohio 523 - Ruta Estatal de Ohio 582 - Ruta Estatal de Ohio 590 - Ruta Estatal de Ohio 600 - Ruta Estatal de Ohio 635 |

### Aeropuertos
- Aeropuerto de Fremont
- Aeropuerto Regional del Condado de Sandusky

## Municipalidades

### Ciudades
- Bellevue
- Clyde
- Fremont

### Villas
| - Burgoon - Elmore - Gibsonburg - Green Springs | - Helena - Lindsey - Woodville |

### Lugares designados por el censo
- Ballville
- Stony Prairie

### Áreas no incorporadas
| - Bay View - Bayshore - Booktown - Busy Corners - Colby - Erlin - Fourmile House Corner | - Gabels Corner - Galetown - Girton - Green Creek - Havens - Hessville - Kingsway | - Millersville - Mount Carmel - Muncie Hollow - Rollersville - Schlegels Grove - Shannon - Squires | - Sunset Harbor - Tinny - Upton - Vickery - Wales Corners - White's Landing - Wightmans Grove |